# Kikuchiana
Kikuchiana is een geslacht van vlinders van de familie tandvlinders (Notodontidae).

## Soorten
- K. biarcuata Gaede, 1930
- K. infuscata Matsumura, 1927
- K. trichosticha Hampson, 1897